# Yuki Natsume
Yuki Natsume (født 18. november 1988) er en japansk tidligere professionel fodboldspiller.
Han har spillet for flere forskellige klubber i sin karriere, herunder Kawasaki Frontale, Tochigi SC og Matsumoto Yamaga FC.